# Jorzolino Falkenstein
Jorzolino Falkenstein (Róterdam, Países Bajos, 26 de noviembre de 1988) es un futbolista neerlandés. Juega de centrocampista y su equipo actual equipo es el FC Oss.

## Trayectoria
Jorzolino desarrolla su carrera en su país natal en la Segunda holandesa, en el W Capelle, el BW Barendrechtt, el W Germert y el FC Oss, equipo en el que ha estado durante las dos campañas, en las que ha disputado 54 partidos y marcado ocho goles.

### FC Cartagena
En 2015, el neerlandés llegó a prueba para hacer la pretemporada con el FC Cartagena, pero finalmente no fichó por el equipo cartagenero.

## Clubes
| Club            | País         | Año       | PJ | G  |
| --------------- | ------------ | --------- | -- | -- |
| VV Capelle      | Países Bajos | 2010-2011 | 25 | 2  |
| BVV Barendrecht | Países Bajos | 2011-2012 | 27 | 3  |
| VV Gemert       | Países Bajos | 2012-2013 | 27 | 12 |
| FC Oss          | Países Bajos | 2013-     | 54 | 8  |